# Рид, Фрэнк
Фрэнк Рид (англ. Frank H. Reid, 1844, Пеория, Иллинойс — 20 июля 1898, Скагуэй, штат Аляска) — учитель, инженер, страховой агент, а также вигилант. Известность получил благодаря конфликту с гангстером и мошенником по прозвищу «Мыльный» Смит, который закончился смертью обоих.

## Биография

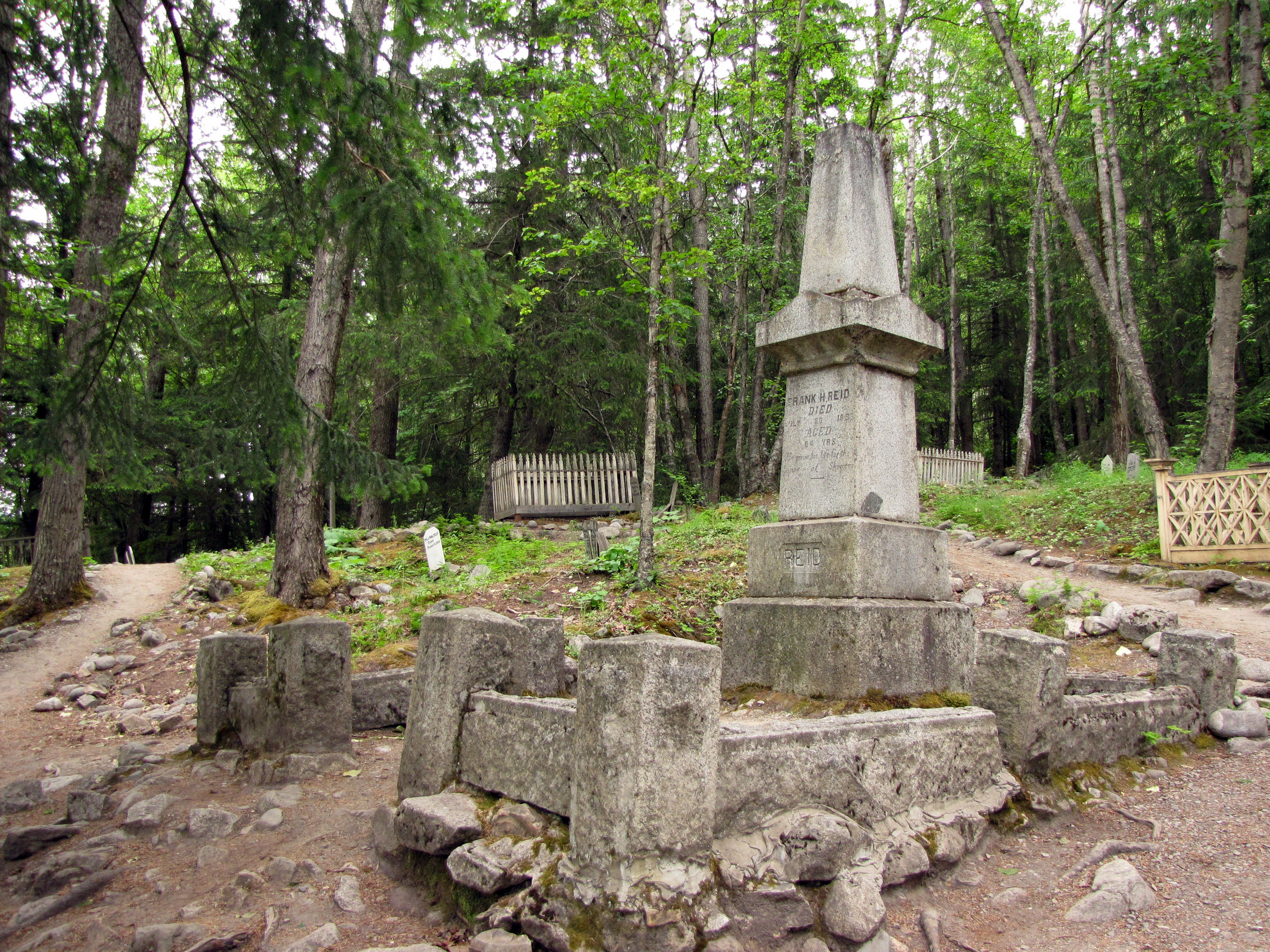
Могила Фрэнка Рида

Фрэнк Рид родился в 1844 году в городе Пеория, штат Иллинойс. После пребывания в доме сирот, вместе со своим братом Диком, мальчики были отправлены на обучение в колледж. По окончании обучения в 1873 году оба брата получили квалификацию инженеров. Однако, по специальности братья не работали, и одно время возглавляли страховую кантору в городе Дакота, штат Иллинойс.
В 1880 году они переехали в поселение Уилламетте, штат Орегон. Здесь Дик познакомился с девушкой и вскоре пара сыграла свадьбу, после чего он принял решение остаться. Фрэнк отказался следовать этому примеру и отправился на поиски работы, периодически навещая своего брата и его семью. Познакомившись с неким мистером Хилтсом, Фрэнк отправляется на Аляску, где его новый знакомый собирался открыть салун.
Достоверно известна дата прибытия Фрэнка Рида в город Скагуэй — 28 июля 1897 года. Его первой работой на новом месте стало управление салуном мистера Хилтса (во время отсутствия последнего), а также подработка барменом. Все изменилось 5 августа этого же года, когда около сотни местных жителей пришли уговаривать Фрэнка заниматься юридической практикой в городе, поскольку он имел опыт работы в страховой компании. Рид согласился и открыл контору в здании на юго-восточном углу города, неподалеку от ряда магазинов.
Спустя год после этого, в 1898 в Скагуэй приехал Джефферсон Рендольф Смит II, более известный под названием «Мыльный» Смит и открыл собственный салун.

### Смерть
После того, как 7 июля 1898 года банда во главе с «Мыльным» Смитом посредством мошенничества завладела имуществом золотодобытчика Джона Дугласа Стюарта на сумму 2 700 долларов, Рид принял решение стать на сторону пострадавшего. Вместе с горожанами он назначил встречу гангстеру на 8 июля у причала Джуно на берегу пристани. Во время завязавшихся споров (по некоторым сведениям Смит был абсолютно пьян) главарь банды замахнулся на Фрэнка, который сумел отмахнуться и выстрелить. После этого последовал выстрел «Мыльного» Смита и в конце люди увидели гангстера, лежащего замертво и тяжело раненного Рида. После двенадцати дней пребывания в больнице Фрэнк Рид скончался.